# Мишињец
Мишињец (пољ. Myszyniec) град је у Пољској у Војводству мазовском. По подацима из 2012. године број становника у месту је био 3139.

## Становништво
| 2012. |
| ----- |
| 3.139 |